# 东大门 (华东师范大学中山北路校区)

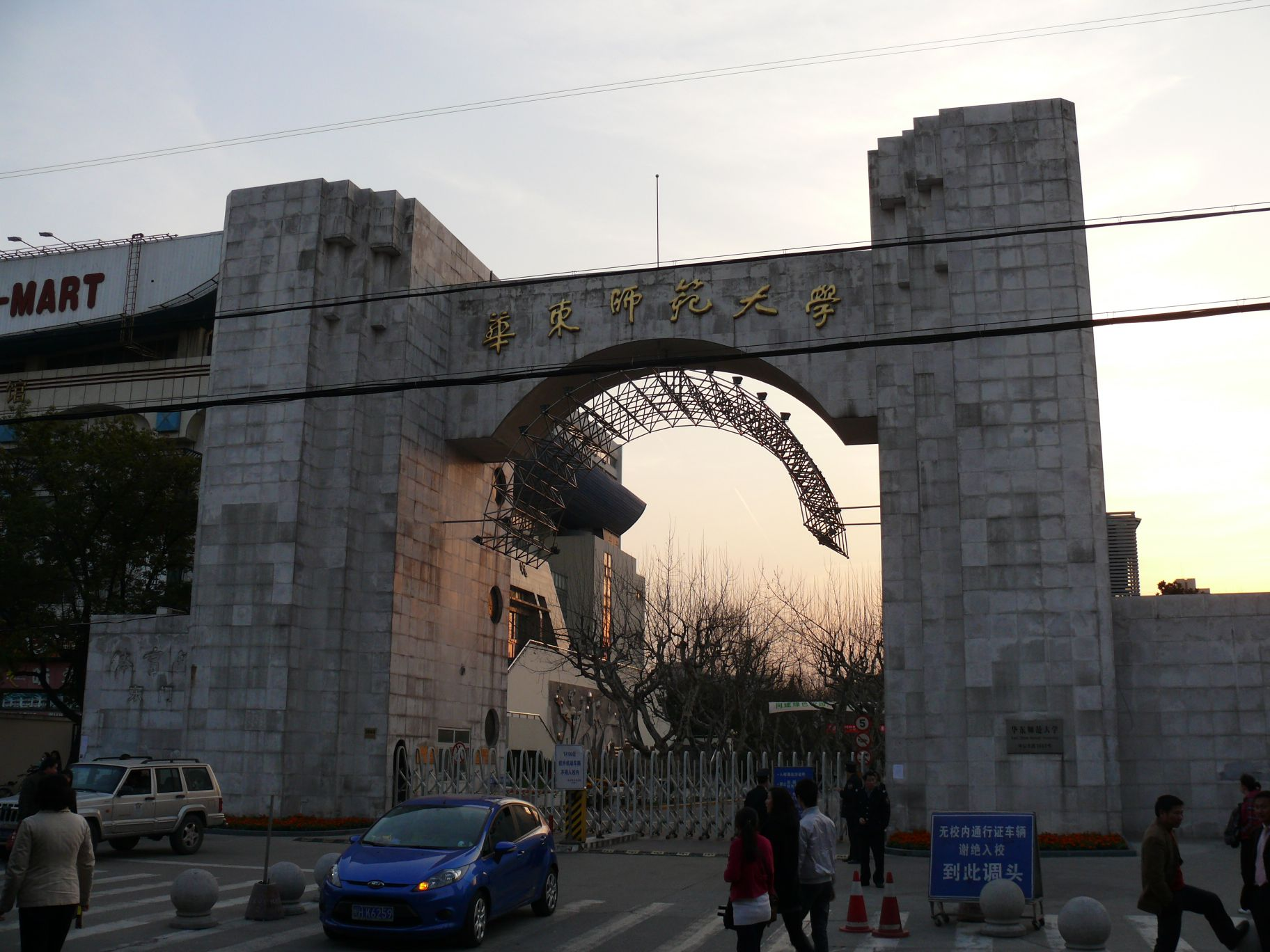
东大门

东大门，为华东师范大学中山北路校区正门，门牌号为上海市普陀区中山北路3663号。东大门外侧为中山北路，内为华夏路。该校门于1993年12月正式动工，1994年5月建成，同年5月29日正式启用。 
校门为一座拱形建筑，高16米，南北两个柱体共占建筑面积457平方米，柱体中间为拱形，拱门上端有“华东师范大学”六个铜质金色大字，下方镶有银白色不锈钢的网架，象征着“文明”与“科学”。